# Illustrierte Mädchen-Zeitung
Die Illustrierte Mädchen-Zeitung war eine österreichische Monatszeitschrift, die das erste Mal im Jänner 1907 und das letzte Mal im Dezember 1925 in Klagenfurt erschien. Sie führte den Nebentitel Monatsschrift für Mädchen und Mädchenvereine in Stadt und Land. Die Nachfolgerin der Illustrierten Mädchen-Zeitung war die Mädchen-Zeitung.